# Pēteris Zeltiņš
Pēteris Zeltiņš (ur. 14 lipca 1914 w Ewikszcie, zm. 9 listopada 1994 w Pļaviņas) – reprezentujący ZSRR lekkoatleta, chodziarz. 
Podczas igrzysk olimpijskich w Helsinkach (1952) został zdyswalifikowany w eliminacjach chodu na 10 000 metrów.

## Rekordy życiowe
- Chód na 10 kilometrów – 44:27 (1952)